# Travel Industry Club
Der Travel Industry Club ist ein eingetragener Verein mit Sitz in Frankfurt am Main. 
Die Gründung erfolgte 2005. Er hat nach eigenen Angaben über 800 Mitglieder. Zu den Mitgliedern gehören natürliche und juristische Personen aus allen Branchenbereichen. Präsident ist Dirk Bremer.
Zweck ist es, die Wahrnehmung des Wirtschaftsbereichs Privat- und Geschäftsreisen in der Öffentlichkeit, den Medien und der Politik zu verbessern. Eine weitere Aufgabe ist die Durchführung, bzw. Beauftragung von Umfragen und Marktforschungen zum Thema Tourismus.
Im Frühjahr 2014 wurde der Young Travel Industry Club gegründet, der sich an Berufseinsteiger aus der Reisebranche und Studenten touristischer Fachrichtungen richtet. Ziel ist es, Nachwuchskräften die Möglichkeit zum Austausch und Vernetzen untereinander und mit führenden Managern der Touristikindustrie zu bieten. 

## Awards
Der Verein verleiht Preise an Unternehmen und Persönlichkeiten der Reisebranche. So wird im Rahmen der „Award Night“ am Vorabend der Internationalen Tourismus-Börse Berlin jährlich der Lifetime Award, der Media Award, der Tourism Ambassador Award und der Best Practice Award verliehen. Zwei Persönlichkeiten werden zudem in die vereinseigene Travel Hall of Fame National und International aufgenommen. Außerdem verleiht der Travel Industry Club jährlich am Vorabend des Kongresses der FVW Mediengruppe den „Travel Industry Manager“ und den „Sales & Retail Manager“ des Jahres, verleiht den "Business Travel Award" und prämiert die "Best Marketing Campaign", die "Best Travel Technology Solution" sowie die "Best Travel Industry App - Mobile Services".